# Se qualcuno ti fa morto
Se qualcuno ti fa morto (1972) è il terzo LP di Ivan Della Mea, pubblicato da I dischi del sole.

## Tracce
1. Saran vint'anni nianca – 4:05
2. E duman ghe fan la festa – 2:54
3. A Costabona – 4:36
4. Se qualcuno ti fa morto – 4:45
5. Lettera a Chaïm (Se il cielo fosse bianco di carta) – 3:37
6. Lettera ad Angela – 3:50
7. Lettera a Costante – 4:42
8. Lettera a Michele – 4:47